# Mazzafame
Mazzafame è un quartiere del comune di Legnano in provincia di Milano, distante meno di un chilometro dal centro del comune.

## Geografia

### Territorio
Il territorio del quartiere Mazzafame è caratterizzato da un ambiente prevalentemente pianeggiante, tipico della Pianura padana, con un suolo principalmente composto da ciottoli, ghiaia, sabbia e argilla, che un tempo era coperto da un sottile strato di humus poco adatto alla crescita di boschi e  coltivazioni agricole ed era in gran parte groana.
Milano è il centro di maggior rilievo più vicino,  distante una trentina di chilometri; per competenza amministrativa e disponibilità di servizi il centro più vicino è  Legnano.

### Geologia ed idrografia

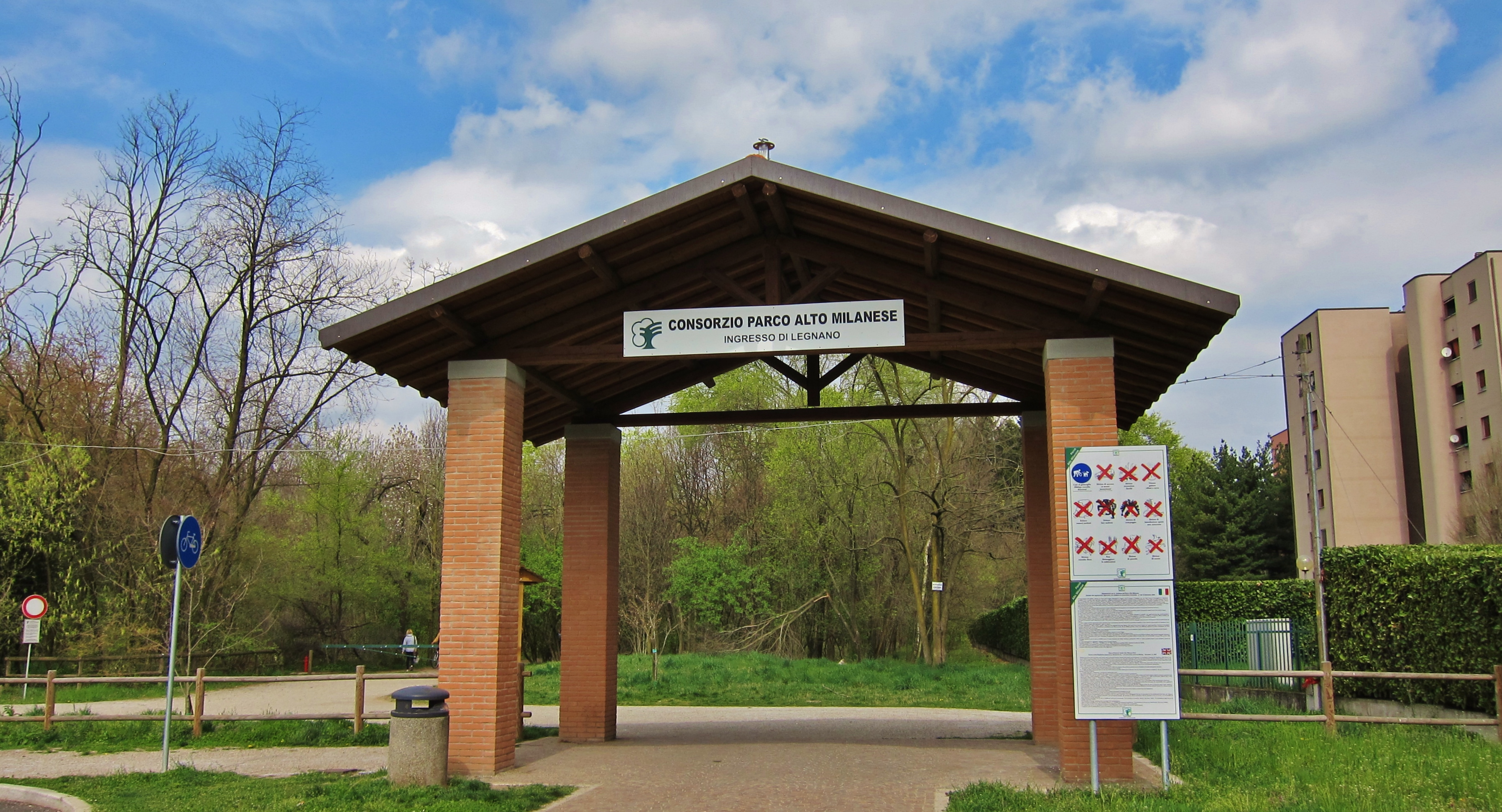
L'ingresso del Parco Alto Milanese nel quartiere Mazzafame

Il terreno è geologicamente composto da terreni alluvionati terrazzati e da depositi eolici oltre che da travertini, la cui formazione è da ricondurre al Pleistocene (2,58 milioni - 11.700 anni fa).
Il territorio è in parte interessato dal Parco Alto Milanese.

### Clima
Il clima è classificato climaticamente in "zona E", 2451 GR/G. Trovandosi nell'alta pianura padana, il quartiere di Mazzafame ha un clima di tipo continentale con inverni freddi caratterizzati da molte giornate di gelo e dal fenomeno della nebbia, mentre le estati si presentano come calde, umide e moderatamente piovose, con temperature che possono superare i 30 °C e con l'umidità che può raggiungere l'80% causando quel fenomeno di caldo umido comunemente chiamato "afa". L'umidità non è presente solo d'estate, ma è molto elevata tutto l'anno.

## Storia
Il quartiere di Mazzafame sorse a Legnano tra la fine del XVII e l'inizio del XVIII secolo insieme all'omonima cascina locale.
Terminata la cascina, il complesso si dotò nel XVIII secolo di una propria chiesa a servizio della popolazione locale, dedicata a Santa Teresa d'Avila, realizzata su interessamento del conte Camillo Prata. Responsabile della chiesa era il parroco della parrocchia dei santi Martiri di Legnano.

Commemorazione del primo 25 aprile del 1946 alla cascina Mazzafame

La frazione di Mazzafame divenne tristemente famosa nella seconda guerra mondiale per essere stata uno dei più significativi luoghi della resistenza del legnanese. Il 21 giugno 1944, infatti, la zona di cascina Mazzafame venne rastrellata da una forza di 250 miliziani fascisti composta da membri della Polizia dell'Africa Italiana, delle Brigate Nere e della X MAS di Busto Arsizio, i quali andarono scontrandosi con i partigiani della 101ª brigata Garibaldi. Lo scontro a fuoco tra le due parti ebbe inizio attorno alle 23:00 quando i fascisti minacciarono gli abitanti della cascina intimandogli di arrendersi e di consegnare i partigiani che vi si nascondevano. Lo scontro si concluse all'alba del giorno seguente con la morte di un fascista e il ferimento di dodici suoi compagni d'arme, mentre per parte dei partigiani diversi furono i feriti e quattro furono 
i prigionieri caduti nelle mani dei repubblichini.
Nel 1954 nel quartiere di Mazzafame fu avviata la fondazione del villaggio e del Santuario della Mater Orphanorum, voluto da padre Giovanni Antonio Rocco, somasco, per l'assistenza di giovani ragazze povere ed orfane di guerra. La chiesa e le annesse strutture andarono ingrandendosi negli anni successivi quando in loco si trasferì anche la sede della congregazione delle Oblate della Mater Orphanorum.
Nel secondo dopoguerra il quartiere ha conosciuto un notevole sviluppo, in particolare con la costruzione di numerosi edifici popolari, villette a schiera e complessi residenziali per più di mille nuclei familiari, motivo per cui venne realizzata nel 1989 una nuova e più ampia chiesa parrocchiale locale, dedicata al culto del beato Andrea Carlo Ferrari, arcivescovo di Milano.
Anticamente sede di una contrada propria indipendente, il quartiere di Mazzafame è stato incluso nella Contrada sovrana La Flora che dal 1999 ha trasferito la propria sede alla cascina Mazzafame.

## Monumenti e luoghi d'interesse

### Architetture religiose

#### Chiesa parrocchiale del beato cardinale Ferrari
Costruita tra il 1987 ed il 1989 per sopperire alle esigenze dettate dall'espansione del quartiere di Mazzafame, nel 1991 venne consacrata dall'allora arcivescovo milanese Carlo Maria Martini, divenendo così dal 1992 la decima parrocchia di Legnano.

#### Chiesa di Santa Teresa d'Avila

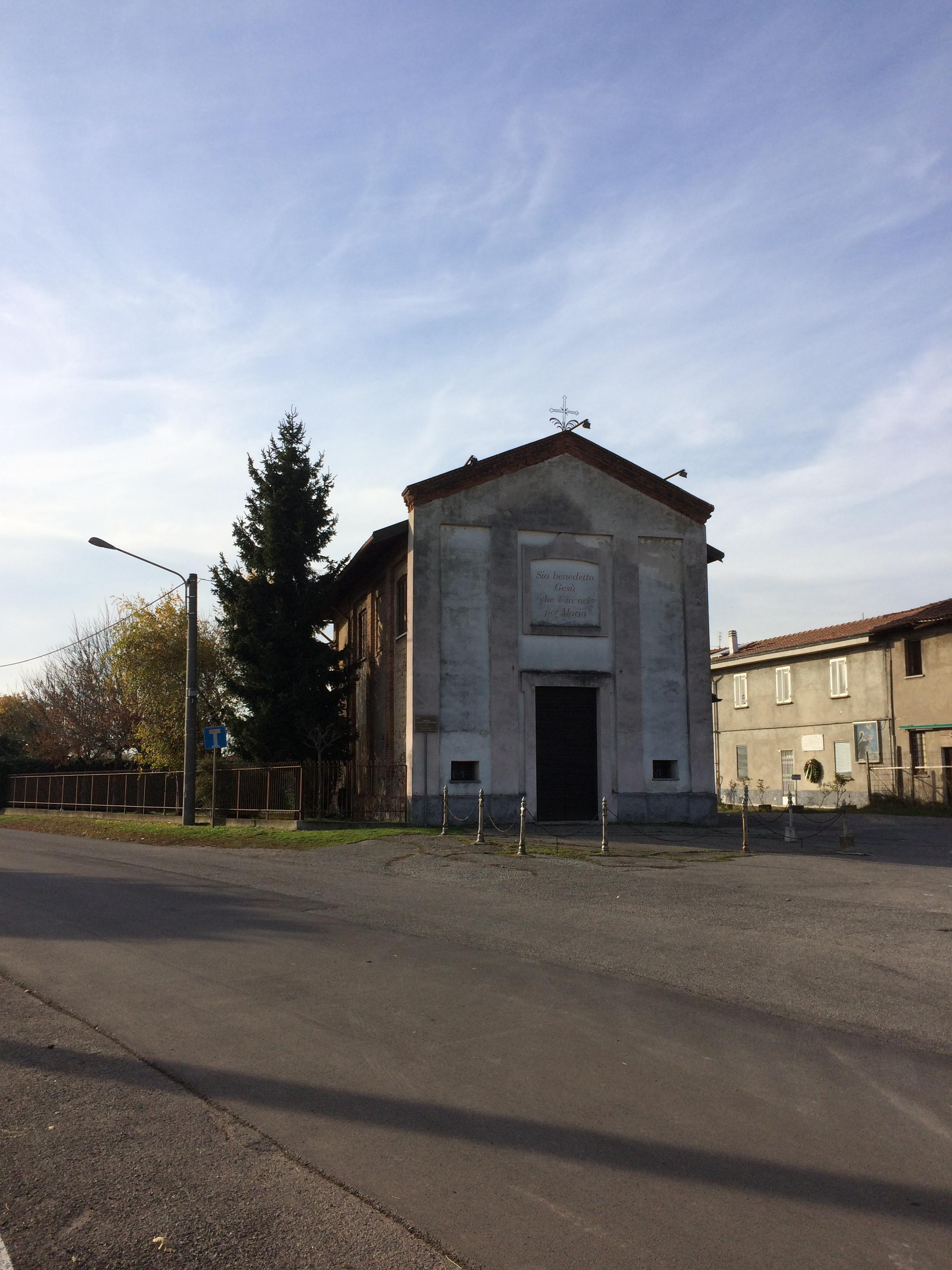
La settecentesca chiesa di Santa Teresa d'Avila nel quartiere Mazzafame

Eretta all'inizio del XVIII secolo su interessamento del conte Camillo Prata che ne ebbe il giuspatronato, la chiesa di Santa Teresa d'Avila sorse proprio di fianco al complesso della cascina Mazzafame ed era destinata a sopperire alle esigenze spirituali degli abitanti del quartiere. Fu sede di cura d'anime sino agli anni '50 del Novecento quando l'edificazione del vicino santuario della Mater Orphanorum ne decretò la chiusura al culto.

#### Santuario della Beata Vergine madre degli orfani
Nato da un'idea del somasco padre Giovanni Antonio Rocco, il complesso ed il Santuario della Beata Vergine madre degli orfani ("Mater Orphanorum") sorse nel quartiere Mazzafame a partire dal 1951. La struttura ha rappresentato un punto di riferimento fondamentale per lo sviluppo del quartiere con l'apertura di un'istituzione atta all'accoglienza e alla protezione di giovani ragazze povere e orfane di guerra.

### Architetture civili

#### Cascina Mazzafame
Edificata tra la fine del Seicento e gli inizi del Settecento, la cascina (nota anche col nome popolare di "Cascinone") venne costruita per popolare un'area di Legnano all'epoca poco abitata. L'idea di creare un enorme centro agricolo nella campagna legnanese costituì per secoli uno dei principali centri di produzione dell'area.